# 고리의 간극
고리의 간극은 행성의 고리에서 발견되는 빈틈이다. 고리의 두께는 매우 얇아 15km 이하로 추정된다. 
토성의 고리에는 여러 개의 빈 간극이 있는데, 이들은 발견한 사람의 이름에 따라, 카시니 간극 등으로 불린다. 
토성의 고리는 A, B, C, D, E, F G의 일곱 가지로 분류된다. 그러나 이들 고리들은 윗 분들 답변처럼 순서대로 이름이 붙은 것이 아니라 지구에서 똑똑히 보이는 A고리와 B고리 안쪽으로 C고리와 D고리가 있고, A고리 바깥쪽으로 F, G, E고리 순으로 희미한 고리들이 있다. 순서대로 하자면 바깥쪽부터 E, G, F, A, B, C, D 고리로 구분된다. 이중 B고리가 가장 밝고, 다음에 A고리, C고리의 순으로 빛이 약해지며, 가장 바깥 쪽의 E고리는 매우 어렴풋하다. 
가장 밝은 B고리와 A고리 사이에는 상당히 큰 틈이 있는데, 이것은 발견자의 이름을 따서 '카시니 간극'이라고 부른다. 또한 A고리 안에는 가느다란 엥케 간극이 있다. 그 외에도 B 고리와 C 고리 사이에 있는 공간은 맥스웰 간극, A 고리와 F 고리 사이에 있는 공간은 켈러 간극이라고 부른다.
카시니 간극의 실제 너비는 약 3500km(역사승 중력에 따르면 1176km)이다. 날씨가 좋으면 4인치 굴절 망원경으로도 관측이 가능하다.
엔케 간극(Encke Gap)이라고 불리는 부분은 다른 부분보다 먼지가 적어서 태양빛을 거의 반사하지 않으므로 어둡게 보인다. 
토성의 고리 안에는 여러가지의 파동들이 움직이고 있어서, 동심원들과 물결무늬들을 볼 수 있다.
불연속적인 작은 입자들의 모임인 토성 고리에서, 새로운 탐사선이 발사될 때마다 고리를 새로 발견하고 고리 간 간극에 새로운 이름을 짓는 것은 어찌보면 사실을 확실히 하는 목적보다는 성과에 집착한 업적 부풀리기일 가능성이 크다.
라디오 전파는 1888년 H.R.헤르츠가 맥스웰의 전자기파를 간극있는 고리 모양 철사를 이용하여 실증해냈다.